# Phryneta luctuosa
Phryneta luctuosa är en skalbaggsart som beskrevs av Murray 1870. Phryneta luctuosa ingår i släktet Phryneta och familjen långhorningar.
Artens utbredningsområde är Nigeria. Inga underarter finns listade i Catalogue of Life.